# Blood Like Lemonade
Blood Like Lemonade è il settimo album in studio del gruppo musicale britannico Morcheeba, pubblicato il 7 giugno 2010 dall'etichetta discografica indipendente PIAS Recordings.

## Descrizione

### Antefatti
Autoprodotto da Paul e Ross Godfrey, Blood Like Lemonade ha segnato il ritorno di Skye Edwards come frontwoman del gruppo musicale, da cui era stata assente per sei anni, in seguito alla pubblicazione della prima greatest hits Parts of the Process (The Very Best of Morcheeba) (2003). La reintroduzione della cantante originale, tuttavia, si rivelò quantomai difficile, infatti già nel 2007 la Edwards aveva rifiutato di collaborare con i fratelli Godfrey alla realizzazione del sesto album in studio Dive Deep (2008), per la quale era stata invitata ad incidere un paio di tracce. L'idea di concepire un progetto discografico con i Morcheeba è maturata nuovamente nel 2009, quando la cantante incontrò casualmente Ross Godfrey a Londra, negli uffici della CMO Management, entrambi gli artisti erano infatti ancora rappresentati dallo stesso manager, Chris Morrison. In un primo momento la Edwards si mostrò titubante alla proposta iniziale di registrare, ancora una volta, un paio di tracce per un album in studio della band, ciononostante, incoraggiata dal marito Steve Gordon, decise di prendere parte al progetto discografico, lavorando però alla sua intera composizione. In un'intervista pubblicata il 23 febbraio 2011 dal giornale City Pages, la cantante a proposito della reunion, ha dichiarato:

I componenti del gruppo si sono dedicati separatamente alla produzione musicale del disco, ognuno nel rispettivo studio di registrazione domestico: Skye Edwards nel Surrey, Paul Godfrey nel Sud della Francia, Ross Godfrey a Hollywood. In merito al processo di lavorazione, la cantante in un'intervista rilasciata al sito web italiano Rockol il 15 giugno 2010, ha affermato:

### Stile musicale e tematiche
Blood Like Lemonade si discosta dalle sonorità di Fragments of Freedom (2000) e Charango (2002), gli ultimi due album in studio in collaborazione con Skye Edwards, che avevano un'impronta marcatamente più pop, rispetto ai toni prevalentemente malinconici e cupi dei dischi d'esordio, quali Who Can You Trust? (1996) e Big Calm (1998). In Blood Like Lemonade, il gruppo ritorna alle atmosfere musicali che avevano caratterizzato la cifra stilistica originaria del complesso, restituendo al pubblico il tipico stile trip hop e downtempo. Nella presentazione dell'album, attraverso il sito web dei Morcheeba, Paul Godfrey asserisce:
Ogni brano musicale racconta una storia diversa, non seguendo un filo tematico conduttore. L'album si apre con Crimson, in cui l'immagine dell'auto che arde fra le fiamme è la metafora stessa dei Morcheeba. Segue Even Though, primo singolo dell'album, in cui il gruppo lancia un messaggio di filantropia. L'ispirazione per la canzone proviene dalla lettura di interviste di alcuni astronauti, i quali avrebbero guardato la Terra dallo spazio, non riuscendo a capire perché gli uomini stessero ancora combattendo tra loro, e perché stessero distruggendo il pianeta, che visto da lontano, appariva così bello. Blood Like Lemonade racconta la storia di un ex prete vampiro, divenuto cacciatore di taglie, il quale va in giro in cerca di vendetta su i malvagi e banditi, bevendo il loro sangue come se fosse una limonata. Mandala è una traccia strumentale in cui Paul e Ross Godfrey uniscono il genere blues all'hip hop, facendo convergere il suono dell'armonica su un tappeto di beat. In I Am the Spring, invece, è presente la contaminazione del genere folk con la musica elettronica. Recipe for a Disaster è un brano in chiave ironica sulla tendenza sempre più frequente all'ossessione per la cucina. In Easier Said than Done trapela il momento di difficoltà di Skye Edwards nel decidere di ricongiungersi con il gruppo, in seguito all'esperienza della sua estromissione. Cut to the Bass, seconda traccia strumentale dell'album, richiama nuovamente l'influenza hip hop della band. Self Made Man è una canzone autobiografica che condensa il tema dell'insegnamento come frutto del fallimento. L'intendimento di Beat of the Drum, traccia conclusiva del disco, è evocare l'atmosfera ancestrale dei Vichinghi.

## Promozione
L'annuncio della pubblicazione dell'album risale al 20 aprile 2010, data in cui il gruppo musicale, attraverso le proprie reti sociali, ha rivelato il titolo e la copertina del nuovo progetto discografico. Il primo singolo estratto dall'album è stato Even Though, entrato in rotazione radiofonica il 24 maggio anticipando la pubblicazione del disco. Come secondo singolo è stato scelto il brano Blood Like Lemonade, lanciato sul mercato a partire dall'11 ottobre.

## Accoglienza
| Recensione      | Giudizio |
| --------------- | -------- |
| AllMusic        |          |
| The Independent |          |
| PopMatters      |          |
| Tiny Mix Tapes  |          |
| Uncut           |          |
| Q               |          |

Su Metacritic, che assegna un voto in base 100 raccogliendo le varie recensioni delle principali testate giornalistiche, Blood Like Lemonade ha ricevuto un voto di 52/100 basato su 6 recensioni.
Scrivendo per All Music, David Jeffries offre un'opinione positiva sull'album, affermando che «Blood Like Lemonade supera le aspettative, chiudendo al secondo posto dietro al preferito dai fan Big Calm». Anche Andy Jill sul The Independent commenta favorevolmente il disco, esplicitando: «La consegna delicatamente soul di Skye dà vita a una serie di bizzarre vignette, che vanno dal cacciatore di taglie vampiresco della title track, alla severa rivincita sui malvagi, attraverso le elucubrazioni degli astronauti di Even Though e gli esploratori vichinghi di Beat of the Drum, all'omicidio della classe media di Recipe for Disaster». Più modeste invece sono risultate le recensioni di altri critici musicali, Sean McCarthy scrive per PopMatters che «Di solito quando una band si riforma, i fan sperano che sia perché il gruppo ha qualcosa da dire con la sua nuova versione. Sfortunatamente, Blood Like Lemonade ha poco da dire anche ai fan più appassionati dei Morcheeba». Jay Hill invece per Tiny Mix Tapes asserisce: «Mentre Blood Like Lemonade non offre nulla di nuovo, la sua rappresentazione di un gruppo esperto che si diverte nella propria nostalgia rende l'ascolto buono».

## Tracce
Testi e musiche di Paul Godfrey, Ross Godfrey e Skye Edwards, eccetto dove indicato.
1. Crimson – 5:10
2. Even Though – 4:18
3. Blood Like Lemonade – 4:51
4. Mandala – 2:40 (Paul Godfrey, Ross Godfrey)
5. I Am the Spring – 3:27
6. Recipe for Disaster – 5:19
7. Easier Said than Done – 3:41
8. Cut to the Bass – 4:18 (Paul Godfrey, Ross Godfrey)
9. Self Made Man – 5:09
10. Beat of the Drum – 6:09 (Paul Godfrey, Ross Godfrey, Skye Edwards, Paul Burgess)

Traccia bonus nell'edizione digitale
1. Straight Ahead – 3:26

Tracce bonus nell'edizione deluxe
1. Straight Ahead – 3:28
2. I Am the Spring (Acoustic) – 3:23
3. Blood Like Lemonade (Acoustic) – 4:31
4. Even Though (Acoustic) – 3:31
5. Recipe for Disaster (Acoustic) – 4:23
6. Crimson (Acoustic) – 4:51

Edizione Acapella
1. Crimson – 4:17
2. Even Though – 3:26
3. Blood Like Lemonade – 4:13
4. I Am the Spring – 3:05
5. Recipe for Disaster – 4:17
6. Easier Said than Done – 3:11
7. Self Made Man – 4:34
8. Beat of the Drum – 3:48

## Formazione
Gruppo
- Skye Edwards – voce
- Paul Godfrey – arrangiamento, base musicale, drum machine, turntablism, cori
- Ross Godfrey – arrangiamento, chitarra, organo Hammond C3, m'bira, sintetizzatore, strumenti musicali elettronici, tastiera, moog, Fender Rhodes

Altri musicisti
- Bradley Burgess – basso (tracce 1-4 e 6-10)
- Andy Nunn – Fender Rhodes (tracce 1, 6, 7 e 9), strumenti musicali elettronici (tracce 2, 3, 7, 9 e 10), organo Hammond C3 (tracce 2, 3 e 7-10), wurlitzer (tracce 2-4 e 10), sintetizzatore (traccia 10)
- Andy Robertson – membrafono (tracce 1-4 e 6-10)
- Oscar Godfrey – cori (traccia 10)
- Paul Tiernan – cori (traccia 10)

Produzione
- Paul Godfrey – mastering, produzione, missaggio, ingegneria del suono
- Ross Godfrey – produzione, missaggio, ingegneria del suono
- Steve Gordon – assistenza all'ingegneria del suono
- John Robertson – assistenza all'ingegneria del suono

## Classifiche

### Classifiche settimanali
| Classifica (2010)              | Posizione massima |
| ------------------------------ | ----------------- |
| Austria                        | 30                |
| Belgio (Fiandre)               | 96                |
| Belgio (Vallonia)              | 40                |
| Francia                        | 13                |
| Germania                       | 26                |
| Italia                         | 75                |
| Russia                         | 5                 |
| Stati Uniti (dance/electronic) | 10                |
| Stati Uniti (heatseekers)      | 12                |
| Stati Uniti (independent)      | 49                |
| Svizzera                       | 3                 |

### Classifiche di fine anno
| Classifica (2010) | Posizione |
| ----------------- | --------- |
| Svizzera          | 76        |